# مکسول الی
مکسول الی (انگلیسی: Maxwell Eley; ۱۶ سپتامبر ۱۹۰۲ – ۱۵ ژانویهٔ ۱۹۸۳) قایقران روئینگ اهل بریتانیا بود.